# Sweet Little Sixteen

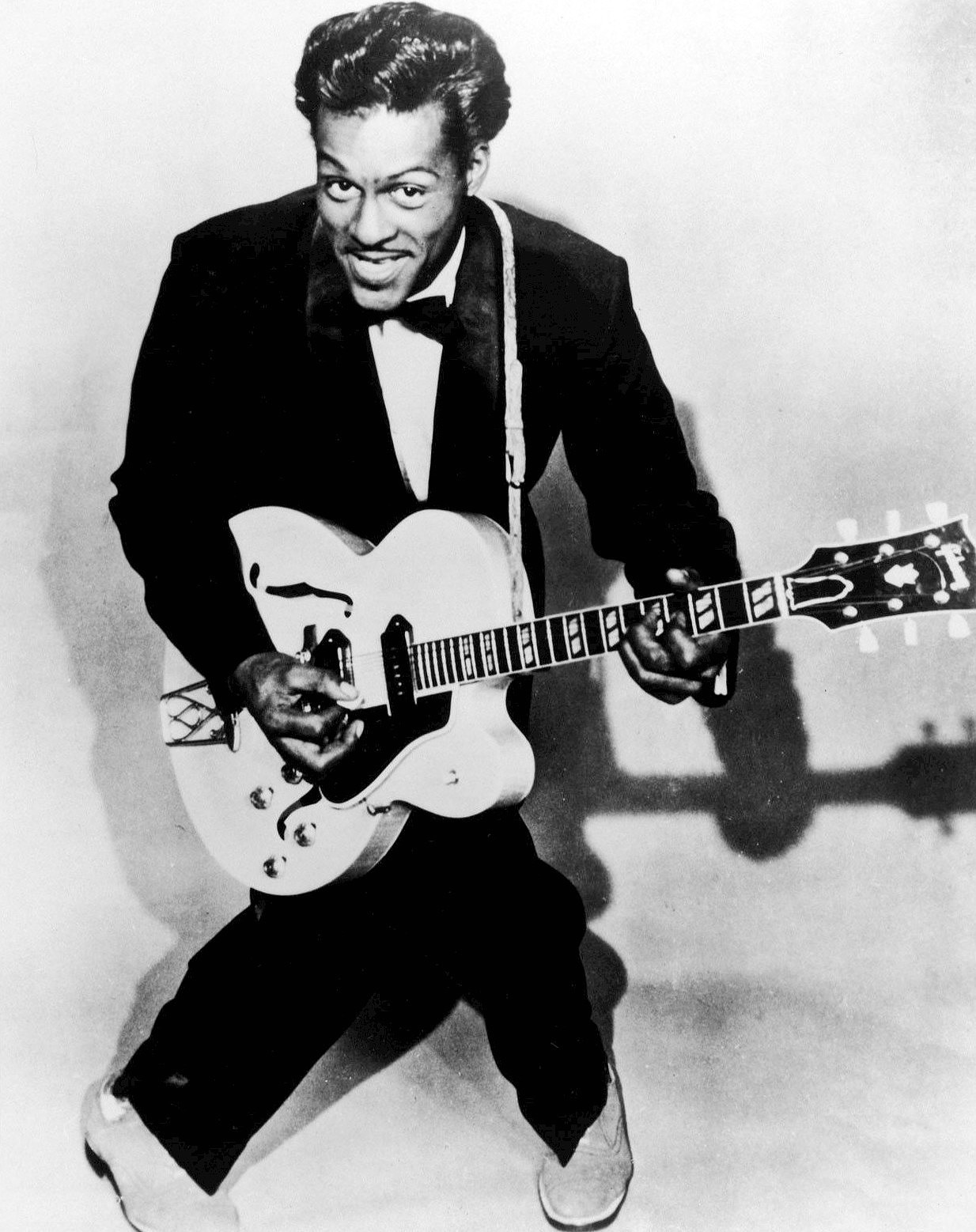
Chuck Berry 1957.

"Sweet Little Sixteen" é uma canção de 1958 composta e gravada por Chuck Berry.

## "Surfin' U.S.A."
A canção de 1963 "Surfin' U.S.A.", dos Beach Boys, contém letras de Brian Wilson sob a melodia de "Sweet Little Sixteen." Sob pressão da gravadora de Berry, o pai e empresário de Brian, Murry Wilson, deu os créditos da canção, inclusive das letras de Brian, para à Arc Music.

## Versão de The Beatles
Os Beatles gravaram a canção para o programa de rádio Pop Go The Beatles, em 10 de julho de 1963 no Aeolian Hall, Londres. Essa gravação continuou inédita até o lançamento de Live at the BBC em 1994.

### Créditos
- John Lennon – vocal, guitarra rítmica
- George Harrison – guitarra solo
- Paul McCartney – baixo
- Ringo Starr – bateria[2]

## Versão de John Lennon
John Lennon lançou uma versão de "Sweet Little Sixteen" para seu álbum de regravações Rock 'n' Roll, de 1975. Essa versão foi produzida por Phil Spector e gravada entre 17 de outubro e 14 de dezembro de 1973. Spector diminuiu o tempo da canção e deu todo o tratamento de Wall of Sound, e Lennon a transformou em uma de suas melhores performances vocais.